# Giovanni Antonio Meloni
Giovanni Antonio Meloni (Luras, 19 maggio 1926 – 9 novembre 2001) è stato un medico, microbiologo e virologo italiano, professore ordinario di microbiologia clinica nella facoltà di Medicina dell'Università di Padova.

## Biografia
Dopo essersi laureato in Medicina e Chirurgia a Sassari il 18 luglio 1950, Giovanni Antonio Meloni risultò vincitore di borse di studio in importanti centri di ricerca stranieri quali l'Institut Pasteur di Parigi, l'Institut de Recherches Scientifique sur le Cancer di Villejuif (1961-1962), e il Department of Health and Human Services, Division of Bacterial Products and Review Center for Drug and Biologic di Bethesda (Maryland). Dal 1963 al 1965 è stato professore incaricato di Microbiologia all'Università di Parma; dal 1965 al 1967, ha ricoperto il medesimo incarico all'Università di Sassari (con direzione dell'Istituto di microbiologia) e contemporaneamente quello di Chimica delle fermentazioni.
Dopo esser risultato vincitore di concorso, è stato professore ordinario di microbiologia (1968-88) e di microbiologia clinica (1988-98) all'Università di Padova, dove ha fondato e diretto l'Istituto di Microbiologia.
Dal 1985 al 1992 è stato direttore del servizio di microbiologia del complesso convenzionato Ospedale-Università di Padova. Nel 1978 ha fondato la Scuola di specializzazione in microbiologia e virologia dell'Università di Padova e ne è stato direttore fino al 1993. Ha creato il "Laboratorio Nazionale di Riferimento per la Micoplasmologia" e il “Centro Regionale per lo studio delle infezioni nell'ospite immunocompromesso e per lo sviluppo di nuovi farmaci antimicrobici”.
Ha svolto attività di ricerca in prevalenza negli Istituti di Microbiologia delle Università di Genova (1952-1963), di Parma (1963-1965), di Sassari (1965-1967) e di Padova (dal 1968).
Ha svolto ricerche sui fenomeni di perdita della parete cellulare nei batteri e sui loro meccanismi divisionali, sulla riproduzione dei virus, sull'attività degli acidi nucleici virali, sugli antigeni virali, sulla biologia dei micoplasmi e sulle malattie umane da questi provocate, sui meccanismi d'azione dei chemioantibiotici e dei farmaci antivirali e sulle infezioni micoplasmiche delle colture cellulari in vitro.
Autore di un trattato didattico di microbiologia generale e di oltre 200 pubblicazioni su riviste italiane e straniere concernenti la batteriologia, la virologia, l'immunologia, la micoplasmologia, la proto zoologia, oltre a problemi biologici generali di patologia sperimentale e di microbiologia applicata alla medicina.
Dal 1980 al 1986, ha fatto parte del Working Team on Human, Non Human-Primate and Cell-Culture Mycoplasmas dell'International Organization for Mycoplasmology.

## Opere
- Giovanni Antonio Meloni, Lezioni di microbiologia, Libreria Cortina, Padova
- Giovanni Antonio Meloni, Microbiologia generale, Libreria Cortina, Padova, 1975